# LSM4
LSM4 (англ. LSM4 homolog, U6 small nuclear RNA and mRNA degradation associated) – білок, який кодується однойменним геном, розташованим у людей на короткому плечі 19-ї хромосоми. Довжина поліпептидного ланцюга білка становить 139 амінокислот, а молекулярна маса — 15 350.
| 10         |  | 20         |  | 30         |  | 40         |  | 50         |
| ---------- |  | ---------- |  | ---------- |  | ---------- |  | ---------- |
| MLPLSLLKTA |  | QNHPMLVELK |  | NGETYNGHLV |  | SCDNWMNINL |  | REVICTSRDG |
| DKFWRMPECY |  | IRGSTIKYLR |  | IPDEIIDMVK |  | EEVVAKGRGR |  | GGLQQQKQQK |
| GRGMGGAGRG |  | VFGGRGRGGI |  | PGTGRGQPEK |  | KPGRQAGKQ  |  |            |

A: Аланін

C: Цистеїн

D: Аспарагінова кислота

E: Глутамінова кислота

F: Фенілаланін

G: Гліцин

H: Гістидин

I: Ізолейцин

K: Лізин

L: Лейцин

M: Метіонін

N: Аспарагін

P: Пролін

Q: Глутамін

R: Аргінін

S: Серин

T: Треонін

V: Валін

W: Триптофан

Кодований геном білок за функцією належить до рибонуклеопротеїнів. 
Задіяний у таких біологічних процесах, як процесинг мРНК, сплайсинг мРНК, ацетилювання. 
Білок має сайт для зв'язування з РНК. 
Локалізований у ядрі.